# Via Diagonalis

Via Militaris на карте античной Греции

Via Militaris (также известна под названием Via Diagonalis) — римская дорога, построенная при императоре Нероне. Дорога начиналась к западу от современного Стамбула, где от неё ответвлялась Via Egnatia.
Via Militaris проходила через Адрианополь, Филиппополь, Сердику, Бононию. Эти города пользовались выгодным расположением у этой дороги, которая позволяла вести торговлю. Via Militaris доходила до Белграда. В Средние века эта дорога сохранила свою роль в качестве основного связывающего звена между Востоком и Западом. Она также использовалась крестоносцами во время их походов. После завоевания Константинополя в 1453 году Via Militaris использовалась турками-османами в военных целях, в частности для нападения на Австрию.

## Ключевые города
| Античное название | Современное название |
| ----------------- | -------------------- |
| Сингидунум        | Белград, Сербия      |
| Гратиана          | Добра, Сербия        |
| Виминациум        | Костолац, Сербия     |
| Наис              | Ниш, Сербия          |
| Ремезиана         | Бела-Паланка, Сербия |
| Сердика           | София, Болгария      |
| Филиппополь       | Пловдив, Болгария    |
| Адрианополь       | Эдирне, Турция       |
| Аркадиополь       | Люлебургаз, Турция   |
| Византий          | Стамбул, Турция      |